# 独ソ不可侵条約
独ソ不可侵条約（どくそふかしんじょうやく、独: Deutsch-sowjetischer Nichtangriffspakt, 露: Договор о ненападении между Германией и Советским Союзом, 英: German-Soviet Nonaggression Pact）は、1939年8月23日にナチス・ドイツとソビエト連邦の間に締結された不可侵条約。
不倶戴天の敵と言われたアドルフ・ヒトラーとヨシフ・スターリンが手を結んだことは、世界中に衝撃を与えた。

## 名称について
条約は別名、署名したモロトフ、リッベントロップ両外務大臣の名前を取り、モロトフ＝リッベントロップ協定（独: Molotow-Ribbentrop-Pakt、露: Пакт Молотова-Риббентропа、英: Molotov-Ribbentrop Pact）、M=R協定（またはMR協定）とも呼ばれる。

## 概要
公表された条文は相互不可侵および中立義務のみであったが、この条約と同時に秘密議定書が締結されていた。これは東ヨーロッパとフィンランドをドイツとソビエトの勢力範囲に分け、相互の権益を尊重しつつ、相手国の進出を承認するという性格を持っていた。
独ソ両国によるポーランドへの侵攻、ソ連によるバルト諸国併合とフィンランドに対する冬戦争、ソ連によるルーマニア領ベッサラビアの割譲要求はこの秘密議定書による黙認の元で行われ、これに伴いイギリスとフランスによるドイツへの宣戦布告を招いて第二次世界大戦を引き起こした。
この条約に基づいて独ソは占領地で独ソ共同軍事パレードを行って独ソ通商協定で武器の供与も行うなど暫く準同盟関係を持ったが、1941年6月22日にナチス・ドイツがソ連に侵攻（バルバロッサ作戦）して条約は破棄された。

## 背景
ヒトラーは著書『我が闘争』の中で、東方に地続きの植民地、いわゆる「東方生存圏」の獲得が必要であると述べていた。また国民社会主義ドイツ労働者党は反共を党是としており、ソビエト連邦に対しても強烈な批判を行っていた。しかしヴァイマル共和政下の政府は、国際的に孤立していたソ連とラパッロ条約を締結していち早く関係を構築し、軍事面でも密かに協力を行っていた。
国民社会主義ドイツ労働者党の権力掌握後はこれらの関係は断絶状態となり、反共のための外交活動もしばしば行われた。ドイツ国防軍情報部（アプヴェーア）局長ヴィルヘルム・カナリスは東の反共国家日本と連携してソ連を牽制する反ソ網の構築を目指し、国防軍や外務省内の親中派を押さえ込み（中独合作）、外相ヨアヒム・フォン・リッベントロップも抱き込んで日独防共協定を実現させた。また親衛隊により、大粛清の引き金となったミハイル・トゥハチェフスキー赤軍元帥の失脚工作も行われている。一方ソ連はフランスのいわゆる東方ロカルノ案に同調していたが、ドイツとポーランドの拒否によって決裂した1933年以降は、フランスとの二国同盟政策に協調的になった。フランスとソ連は1935年に仏ソ相互援助条約を締結し、事実上の同盟関係となった。このフランスとソ連の接近で二正面作戦を強いられることがドイツでは懸念された。
一方で駐英大使時代から反英感情を抱え、英仏とのミュンヘン協定もドイツの外交上の敗北としていたリッベントロップは、独伊日ソによって英仏に対抗する構想を固め始めていた。1938年1月にはヒトラーに対して反英構想の覚書を提出している。

## 独ソ提携交渉
しかし1938年10月のミュンヘン会談による対独宥和は、英仏がドイツのソ連侵攻を黙認しているのではないかという疑念をスターリンに与えた。またこれ以降米仏でドイツのウクライナ進出に関する新聞記事が複数掲載された。1939年3月10日の第十回ソビエト共産党大会でスターリンは「（ドイツのウクライナ進出報道は）ソ連を怒らせてドイツと紛争を起こさせるのが目的である」と演説している。その一方でスターリンがドイツへの接近を決めたのは、ミュンヘン会談で英仏がソ連の安全保障にも大きな影響があるチェコスロバキアをドイツに渡した結果であるとする、つまり1938年9月以降とする説がある。またジョージ・ケナンは、スターリンは1937年には既に決意しており、大粛清は独ソ接近に対する反対派を処分するための手段であった、と考えている。
一方でドイツ側でもポーランドに対する軍事作戦を検討しており、その際にソ連の好意的中立は最低必要条件であった。ヒトラーはポーランド侵攻作戦『白の場合（Fall Weiß）』の政治条項を自ら執筆していたが、その際もポーランド孤立化成就を希望していた。しかし反共を謳っていた経緯から、たやすく対ソ接近ができる状況ではなかった。
4月17日、ソ連駐独大使メレカロフが赴任以来初めてドイツ外務省を訪ね、ドイツとソ連は「正常な関係」を結ぶべきであるというメッセージを伝えた。5月には外務人民委員マクシム・リトヴィノフが解任され、後継にヴャチェスラフ・モロトフが就任した。フランスへの接近を担当してユダヤ人でもあったリトヴィノフの解任は対独接近の意思表示であると受け止められた。しかしこの時点でもヒトラーは積極的に対ソ接近に動くつもりはなかった。
一方でソ連は英仏との間でも交渉を行っており、5月24日にネヴィル・チェンバレン首相が「近くソ連と完全な合意に達しえる可能性がある」と演説を行った。危機感を持ったヒトラーは、方針を転換してリッベントロップと駐ソ大使フリードリヒ・ヴェルナー・フォン・デア・シェレンブルクにソ連との交渉を行うよう命令した。リッベントロップはこの際に日本とイタリアの駐独大使に同盟交渉について内報しているが、日本大使大島浩は激しく反対し、この情報を東京に打電することも拒否した。イタリア大使ベルナルド・アトリコもドイツ側からの接近には否定的であり、ヒトラーは同盟交渉を一時中止した。しかし5月30日になるとふたたび同盟交渉を命令した。ところがヒトラーは6月29日にふたたびソ連との接触停止を命じた。しかし今度はソ連側の対応が積極的となった。
ソ連駐ベルリン通商代表は独ソ通商協定の締結交渉を申し入れ、ドイツ側との交渉が活発となった。一方で7月23日には英仏との間で軍事協定の交渉にはいることが合意されており、ソ連はドイツと英仏を両天秤にかけていた。この情報に危機感を持ったドイツ側は、ポーランドやバルト諸国問題でもソ連の権益尊重を約束しても良いと訓令し、駐ソ大使シェレンブルクにモロトフと直接交渉を行うよう命令した。8月3日にモロトフとシェレンブルクの会談が行われたが、モロトフは具体的な交渉に入ろうともしなかった。一方で英仏がソ連との交渉に派遣した交渉団は十分な権限も与えられておらず、英仏が用意する兵力も十分でないなど、ソ連側は英仏の提案に失望していた。
8月16日にモロトフはシェレンブルクと面会してリッベントロップの訪ソを要請し、さらに不可侵条約の締結、日ソ関係改善のためのドイツによる仲介、バルト諸国への共同保障を提案した。報告を受けたヒトラーはモロトフ提案を全面的に受諾し、週末にリッベントロップをモスクワに派遣するとソ連側に伝えた。8月17日にモロトフとシェレンブルクは再び会談し、モロトフは「不可侵条約の不可分の一部」として、相互の権益を定義する議定書締結を提案した。ところがソ連側はリッベントロップの受け入れをなかなか表明せず、8月19日になって「独ソ通商協定が調印される一週間後」にリッベントロップがソ連を訪問するよう提示した。9月1日のポーランド侵攻の予定日がせまっており、ヒトラーはスターリンに親電を送り、8月22日もしくは8月23日にリッベントロップが訪ソできるよう要請した。
8月21日、ソ連代表クリメント・ヴォロシーロフ元帥は英仏との交渉を無期限延期とし、交渉は事実上中止された。同日ドイツ時間午後7時、ドイツ国営放送は「ソ連政府からの重大提案」が行われた旨を公表し、現在交渉中であると伝えた。午後9時にはシェレンブルクが「23日にリッベントロップの訪ソを受け入れる」というスターリンの返事を打電し、午後10時20分には独ソ不可侵条約成立がラジオで放送された。報告を受けたヒトラーはテーブルをたたいて歓喜し、スターリンがソ連軍兵士を閲兵する映画を上映させて鑑賞し、「これで、この連中も無害な存在となったわけだ」とつぶやいたという。しかしこの方針を受けて党が動揺しないかというハインリヒ・ホフマンの質問に対しては、「党は私が基本原則を捨てないことを知っている」と語った。
なおこれらの一連の動きにより調印前から、イデオロギー的に対立していた独ソ接近の情報は世界的にも広まっており、1939年7月7日に日本でも平沼騏一郎首相に対し新聞記者が「独ソ接近説について如何」と意見を求め、平沼は「通商等の経済上の問題で接近が無いとは断言が出来ない。しかし、政治的に独ソの間の接近があるなぞとは認めない」と返答している。

### 調印
リッベントロップはモスクワ時間8月23日午後1時にモスクワに到着し、午後5時からモロトフと会談を行った。午後8時5分にリッベントロップは本国に調印の許可を要請し、通知を受けたヒトラーもすぐ応諾した。深夜過ぎに調印が行われ、スターリンも出席した乾杯が幾度も行われた。退出しようとするリッベントロップにスターリンは「我がソ連は決してパートナーを裏切りませんぞ、決して、です。」と声をかけた。

## 内容
条約は全7条。内容は次の通り。
- 第1条：独ソ両国は、相互にいかなる武力行使・侵略行為・攻撃をも行なわない。
- 第2条：独ソの一方が第三国の戦争行為の対象となる場合は、もう一方はいかなる方法によっても第三国を支持しない。
- 第3条：独ソ両国政府は、共同の利益にかかわる諸問題について、将来互いに情報交換を行なうため協議を続ける。
- 第4条：独ソの一方は、他方に対して敵対する国家群に加わらない。
- 第5条：独ソ両国間に不和・紛争が起きた場合、両国は友好的な意見交換、必要な場合は調停委員会により解決に当たる。
- 第6条：条約の有効期間は10年。一方が有効期間終了の1年前に破棄通告をしなければ5年間の自動延長となる。
- 第7条：条約は直ちに批准し、調印と同時に発効する。

＊〔笹本駿二『第二次世界大戦前夜』（岩波新書、1969年）より抜粋〕

## 秘密議定書

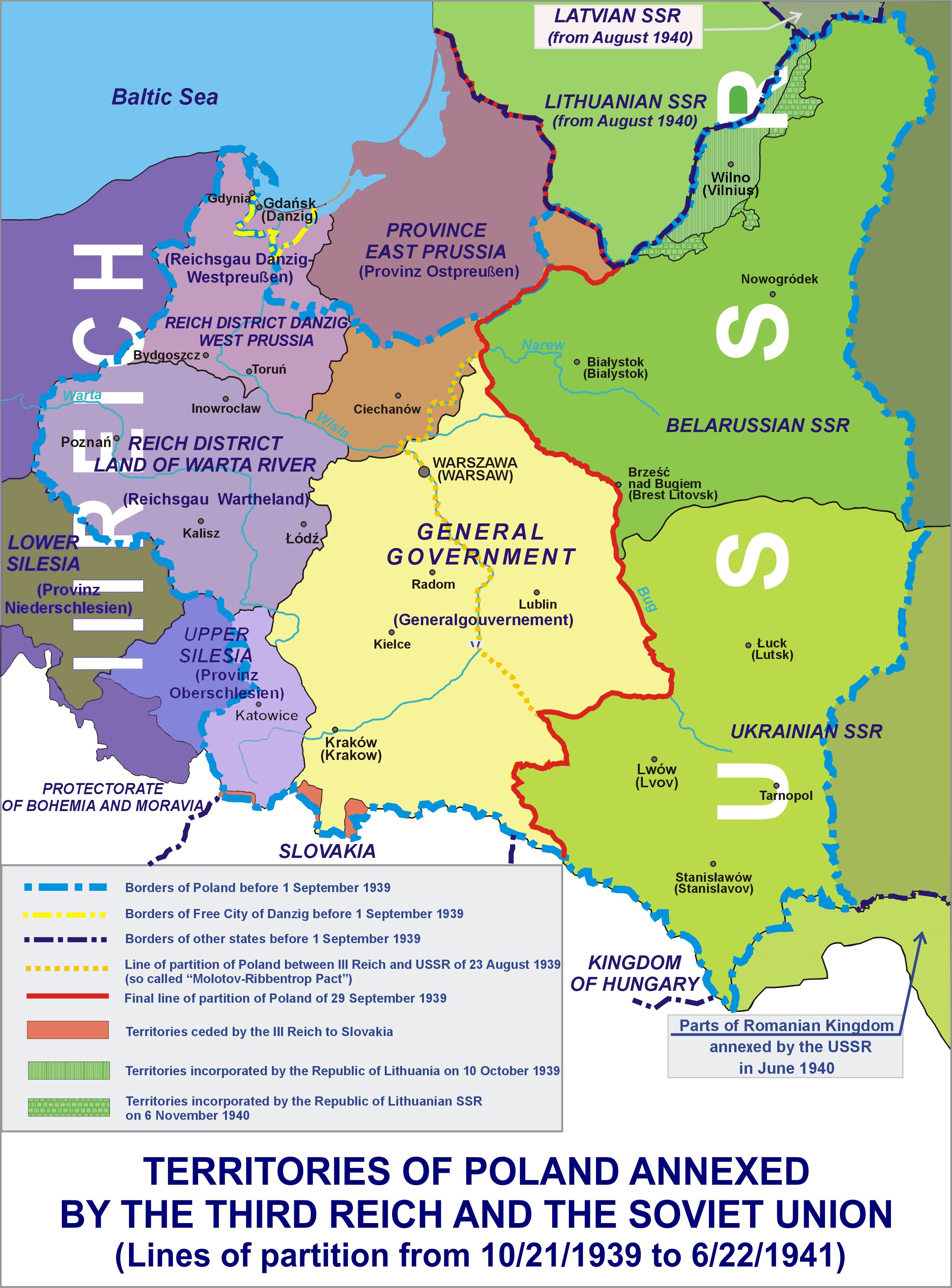
ポーランドの地図。青い点線が1939年のポーランド国境。赤い線が独ソ間で合意された分割線

公表された条約の内容は上記のようなごく平凡なもので、独ソの結託という大事件の結果としては取るに足らないものでしかない。そのため、必ず裏取引――秘密議定書があると、成立当初から疑われていた。事実、第二次世界大戦後にそれは明らかにされている。そこでは、東ヨーロッパにおける独ソの勢力範囲の線引きが画定され、バルト三国、ルーマニア東部のベッサラビア、フィンランドをソ連の勢力圏に入れ、独ソ両国はカーゾン線におけるポーランドの分割占領に合意していた。
秘密議定書部分は全4条。その内容は次の通りである。
- 第1条：バルト諸国（フィンランド、エストニア、ラトビア、リトアニア）に属する地域における領土的及び政治的な再編の場合、リトアニアの北の国境がドイツとソビエト連邦の勢力範囲の境界を示すものになる。このことに関連するヴィリニュス地方におけるリトアニアの利権は独ソ両国により承認される。

- 第2条：ポーランド国に属する地域における領土的及び政治的な再編の場合、ドイツとソビエト連邦の勢力範囲はナレフ川、ヴィスワ川、サン川の線が大体の境界となる。

独ソ両国の利益にとってポーランド国の存続が望ましいか、またポーランド国がどのような国境を持つべきかという問題は今後の政治展開の上で明確に決定される。
いかなる場合も独ソ両国政府はこの問題を友好的な合意によって解決する。
- 第3条：南東ヨーロッパに関してはソ連側がベッサラビアにおける利権に注目している。ドイツ側はこの地域には全く関心を持っていないことを宣誓する。

- 第4条：この議定書は独ソ両国により厳重に秘密扱いされるものである。

なお、のちにバルト三国がソ連より独立する際、上記の秘密議定書を根拠に主権の回復を主張することになる。

## 調印直後の反応

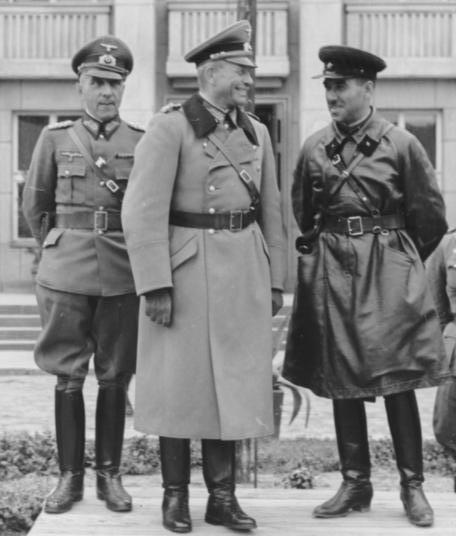
1939年9月22日、ブレストで談笑するハインツ・グデーリアンとセミョーン・クリヴォシェイン

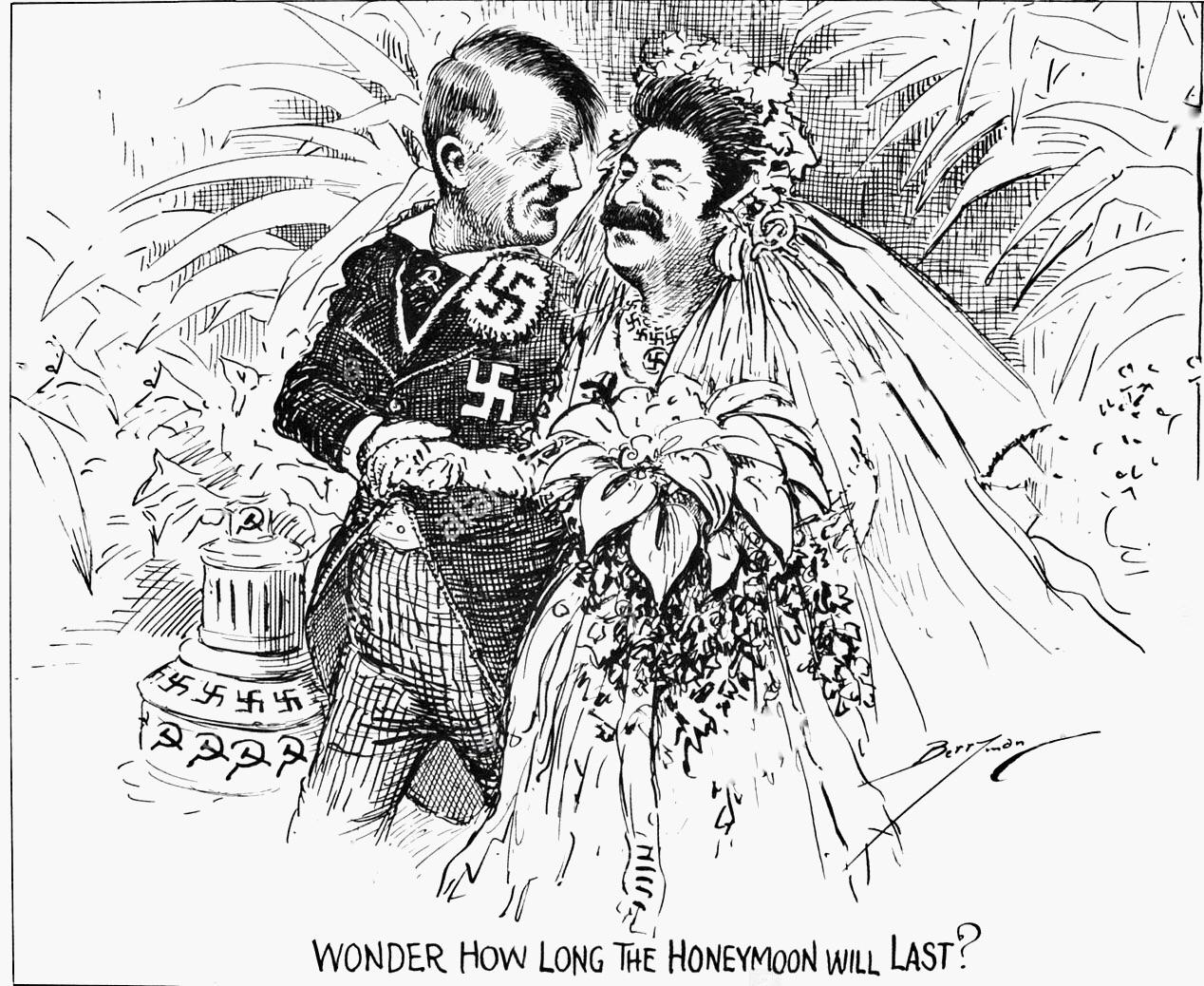
アメリカの新聞に掲載された、独ソ不可侵条約を揶揄するカリカチュア。

ヒトラーは「偉大な二つの国が、荘厳な条約を締結した」としながらも、調印時に撮影された写真を見るとスターリンがどの構図でもタバコを持っていたため、「条約の調印は厳粛な儀式だ」として写真を修正して取り除かせた。またヒトラーはスターリン肖像写真を拡大させて耳を確認し、耳たぶが肉に食い込んでいないためユダヤ人ではないと判定している。ドイツ宣伝相ヨーゼフ・ゲッベルスは日記に『昨日、我が国はソビエトと不可侵条約を締結した。これでヨーロッパの力の均衡が揺らぐ。ロンドンやパリは耳を疑うに違いない。世界の反応を篤と見物しよう。』と記している。翌日、ヒトラーはイタリア王国のベニート・ムッソリーニ首相に手紙を出し、条約締結についてのドイツの意図を誤解しないように伝えた。ドイツの国民もおおむねこの提携を喜んで受け入れた。反共を通してきた古参ナチ党員達の間には複雑な感情が残ったものの、指導者原理に従ってこの決定を受け入れた。ローゼンベルクは、まるで「古くからの党の仲間のあいだにいる」かのよう、という調印の時のリッベントロップの感想を非難している。
またイデオロギー的に対立していたナチズムと共産主義の提携が、世界の共産主義者や社会民主主義者、そして反共主義者に与えた影響は大きかった。アメリカ共産党のアール・ブラウダーやフランス共産党などは、この提携が究極的な反ファシズムの戦いに乗り出したためであるというモスクワの公式見解を受け入れた。一方、かつて防共協定を結び、さらにドイツと同盟交渉中であった日本の政界が受けた衝撃は甚大であった。当時日本はソ連およびモンゴル人民共和国との国境紛争・ノモンハン事件（1939年5月11日 - 9月15日）の最中であった。8月25日に、平沼内閣は日独同盟の締結交渉中止を閣議決定した。8月28日には平沼騏一郎首相が「欧州の天地は複雑怪奇なる新情勢を生じた」ために同盟交渉を打ち切ると声明し、責任をとって総辞職した。
ポーランドおよびイギリスとフランスは衝撃を受けたものの、ドイツに抵抗する姿勢を変えなかった。英仏は8月25日ポーランドと相互援助条約を結んだ。しかしドイツはこの条約によってポーランドを孤立化できると考え、同年9月1日、ポーランドに侵攻した。イギリスとフランスは相互援助条約に基づき、9月3日にドイツに対して宣戦布告し、第二次世界大戦が開始された。9月17日にはソ連が「ウクライナ系・ベラルーシ系市民の保護」を口実にポーランド東部国境から侵攻を開始した。独ソ両軍は衝突することもなく、秘密議定書の分割線に従って、その占領域を確定させた。9月28日には独ソ不可侵条約を前進させたドイツ・ソビエト境界友好条約が締結された。英仏はソ連に対しては宣戦布告を行わなかった。

## 四国同盟構想と独ソ協調の破綻

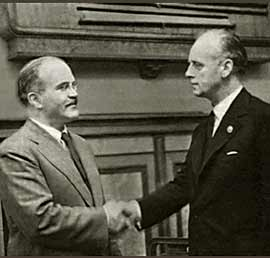
1939年8月23日、握手するモロトフとリッベントロップ

リッベントロップは反英思想からドイツ・ソ連・イタリア・日本のユーラシア四国同盟構想を持つようになり、ソ連および日本に対して本格的な同盟交渉を開始した。また日本においても高木惣吉、白鳥敏夫、松岡洋右といった人物が同様の四国同盟を構想するようになり、日独伊三国同盟の成立や日ソ中立条約の成立に結びついた。イタリアは既に1933年に伊ソ友好中立不可侵条約を結んでいた。
一方で1940年6月27日にソ連がルーマニア王国に圧力をかけ、ベッサラビアと北ブコビナを割譲させたことはヒトラーを怒らせた（ソビエト連邦によるベッサラビアと北ブコヴィナの占領）。北ブコビナは秘密議定書に言及されておらず、ドイツ側はこれを協定違反と見なした。さらに6月30日、第二次ウィーン裁定によって独伊がルーマニアに保障を与えたことは、ソ連を刺激した。ヒトラーはバトル・オブ・ブリテンの失敗により、イギリスを屈服させるためにはソ連を打倒するほかないと考えるようになり、7月30日、「ソ連が粉砕されれば、英国の最後の望みも打破される」として「ヨーロッパ大陸最後の戦争」である対ソ戦の開始を軍首脳達に告げ、準備を開始させた。8月18日にはドイツがフィンランドと協定を結び、9月18日からドイツ軍の駐屯を開始した（フィンランドとドイツの通過協定）。11月12日からはベルリンでヒトラーとモロトフの会談が開かれたが、事実上決裂した。なおも親ソ反英にとらわれていたリッベントロップは四国同盟案をモロトフに持ちかけた。スターリンはこれを見て同盟の対価はなおもつり上げが可能であると考えていた。11月26日のスターリンからの回答は「条件付きで同盟を受諾する」としながらも、その条件はドイツにとって受け入れ不可能であるフィンランドからの撤兵、ボスポラス海峡・ダーダネルス海峡の租借などであり、ヒトラーはこの申し入れについて何等回答しなかった。
12月18日には総統指令21号が発令され、1941年5月15日にソ連に対して侵攻を開始するという「バルバロッサ作戦」の作戦準備が指令された。その後も表面上両国関係は平穏であった。1941年1月10日にはソ連からドイツに物資を引き渡す協定と、ドイツがリトアニア領の引き渡し要求を放棄する協定が成立した。しかしソ連からの物資が滞りなく流入していたにもかかわらず、ドイツの支払いは不自然なほどに引き延ばされたり、工作機械のソ連への引き渡しが当局によって妨害されたりもした。ソ連側はこの対応に抗議を行ったが、スターリンはそれがいきすぎないように交渉者にブレーキをかけていた。この頃松岡外相がドイツを訪問し、リッベントロップに日ソ中立条約の件を話したが、リッベントロップは「こんな時期にそんな条約を結んでも何の益もない」と冷淡であった。しかし松岡は意に介さず、モスクワで中立条約を締結した。この際、モスクワを離れる松岡を見送ったスターリンは、ドイツ大使シェレンブルクの肩を抱いて「我々は友達でいなければならない！」「われわれは君たちと友達でいつづけなければならない！いかなる場合にもだ！」と叫んだ。当時ドイツ軍航空機の領空侵犯事件が頻発しており、軍情報部もドイツ侵攻の危険をスターリンに訴え続けたが、それらは無視、あるいは処罰された。アンドレイ・エリョーメンコ元帥は、スターリンがナチスと資本主義者を争わせることを望んでおり、ドイツへの防備体制の構築がヒトラーを刺激し、赤軍の準備が整わないうちに攻撃されることを怖れていたと回想している。
1941年6月22日、ドイツ軍はソ連領内に侵攻を開始し、条約は事実上破棄された（独ソ戦）。リッベントロップは半狂乱となり、ソ連大使に対して「私がこの侵略に反対していたと言うことをモスクワに伝えてほしい」と述べた。スターリンも大きな衝撃を受け、ドイツ軍への爆撃は国境を越えないように指令するほか、日本を通じて交渉を開始しようとするほどであった。フリッツ・ヘッセはリッベントロップから聞いた話として、ブルガリアを通じてソ連から休戦が申し入れられたが、ヒトラーは勝利を確信していたため拒絶したとしている。
1941年7月12日、ソ連は同じくドイツと交戦していたイギリスと英ソ軍事同盟を締結して連合国側に本格的に参戦することになった。

## 評価
この条約の締結により、ドイツは東西二正面での開戦という最悪の事態を避けられるようになり英仏との戦いに有利な状況ができたため、第二次世界大戦の勃発を早める結果となった。戦後に東西冷戦が始まると、アメリカを中心にこの点が問題視され、「スターリンは、ヒトラーの背後の安全を保証してやってドイツと英仏を戦わせ、両陣営が消耗するのを待ってヨーロッパの支配に乗り出す魂胆だったのだ」と主張されるようになった。一方で親ソ的な言論の中には、当時のソ連が英仏独という大国のいずれからも敵視され戦争に巻き込まれる危険を抱えていたので、ドイツか英仏のどちらかと手を結ばざるを得なかったのである、とする意見がある。
ドイツは、1941年に当条約を一方的に破棄しソ連に侵攻した。
この条約は、ソ連にとって一時的な安全保障を確保する手段であったが結果的にはドイツの長期侵略を許すこととなった。。実際、独ソ戦では緒戦でソ連は大敗北を喫したが、それはドイツ攻撃のためソ連軍が南方に集結しており、中央部の防御が手薄になっていたためだとする説もある。
2009年、欧州議会は独ソ不可侵条約が締結された8月23日をスターリニズムとナチズムの被害者記念の欧州の日（ブラックリボンデー）とすることを決定した。さらに2019年9月、ナチスとソ連という「2つの全体主義体制」による密約が第二次世界大戦に道を開いたとする決議を採択した。
これらの決定にロシアは反発。ソビエト連邦への郷愁が高まる中、2021年7月1日にロシア連邦大統領ウラジーミル・プーチンは出版物等においてナチスとソ連とを同一視することを禁止する法案を成立させた。この法案は、対独戦勝記念日（5月9日）を規定した法に条文を追加する形で成立した。この法律は、学術上の影響も危惧されるうえ、独ソ不可侵条約の被害者であるバルト三国やポーランドの反発を招くと予想されている。